# Rosa Bloch
Rosa Bloch nata Bollag (Zurigo, 30 giugno 1880 – Zurigo, 13 luglio 1922) è stata una politica e attivista svizzera.

## Biografia
Nata da una famiglia di modeste condizioni, figlia del mercante Berthold Bollag e di sua moglie Julie Guggenheim, entrambi di origine ebraica.  Fu prima anarchica per poi orientarsi al marxismo rivoluzionario. Divenne dirigente del Partito Socialista Svizzero e poi fu tra i fondatori del Partito Comunista Svizzero con la scissione del 1920-1921. Nel 1922 morì in occasione di un mal riuscito intervento alla tiroide.